# Problème anglophone au Cameroun

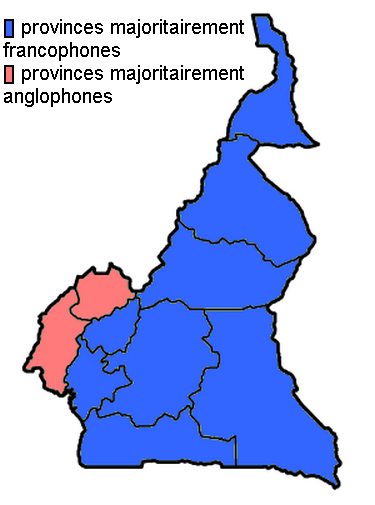
Carte des provinces majoritairement francophones et anglophones au Cameroun.

Le problème anglophone au Cameroun est une question socio-politique au Cameroun, enracinée dans les héritages coloniaux allemand, britannique et français du pays. Les Camerounais anglophones forment une minorité linguistique d'environ 20 à 30 % de la population, principalement originaire des régions du Nord-Ouest et du Sud-Ouest qui constituaient autrefois le Cameroun méridional, la partie sud du Cameroun britannique. Ces régions étaient autrefois administrées par le Royaume-Uni, sous mandat de la Société des Nations, puis sous tutelle des Nations Unies. Lors de la Conférence de Foumban de 1961, des territoires aux héritages coloniaux différents sont finalement réunis en un seul État. 
La question découle de l'opposition des anglophones à certaines politiques et actions du gouvernement camerounais, principalement francophone, en particulier autour de la fédération convenue en 1961 et annulée en 1972. Ce problème domine de plus en plus l'agenda politique national et donne lieu à des arguments et des actions en faveur du fédéralisme de la part des anglophones, à un mouvement séparatiste visant à former un État indépendant, l'Ambazonie, et à un conflit armé en cours depuis 2017, qui constitue la crise anglophone. L'absence de solution à ce problème menace l'unité nationale.

## Origines

### Colonisaton européenne
Les racines du problème anglophone au Cameroun remontent à la Première Guerre mondiale, lorsque le pays était un protectorat allemand. Les Allemands acquièrent une certaine influence au Cameroun en 1845, lorsqu'Alfred Saker, de la Société missionnaire baptiste, ouvre une station missionnaire. En 1860, des marchands allemands établissent une usine : la Woermann Company. Le 5 juillet 1884, des tribus locales accordent à la Woermann Company les droits de contrôle de la rivière Kamerun (le delta du fleuve Wouri), jetant ainsi les bases de la colonisation allemande ultérieure du Cameroun. En 1916, pendant la Première Guerre mondiale, la France et le Royaume-Uni ont uni leurs forces dans la campagne du Kamerun pour conquérir le protectorat. Plus tard, le traité de Versailles accorde à la France et au Royaume-Uni des mandats sur le Cameroun à titre de réparation après la perte de la guerre par l'Allemagne. Plus de 430 000 km2 du Kamerun allemand sont donnés aux Français, tandis que le Royaume-Uni reçoit une portion beaucoup plus petite comprenant le Cameroun septentrional, environ 45 000 km2, et le Cameroun méridional, 42 900 km2.

### Décolonisation
Après la Seconde Guerre mondiale, une vague d'indépendance déferle rapidement sur l'Afrique. L'ONU contraint le Royaume-Uni et la France à renoncer à leurs colonies et à les guider vers l'indépendance. Le Cameroun britannique avait le choix de s'unir avec le Nigeria ou le Cameroun, mais aucune option d'autodétermination n'est donnée. L'option la plus souhaitée était l'indépendance, la moins populaire étant l'unification avec l'ancien Cameroun français. Cependant, lors du référendum de 1961, les Britanniques font valoir que le Cameroun britannique n'était pas suffisamment viable économiquement pour se maintenir en tant que nation indépendante et qu'il ne pourrait survivre qu'en s'unissant au Nigeria ou au Cameroun. Les Nations unies rejettent l'appel du Cameroun britannique à obtenir l'indépendance en tant que nation souveraine sur le bulletin de vote. Les questions du référendum étaient les suivantes :
- Souhaitez-vous obtenir l'indépendance en rejoignant la Fédération indépendante du Nigeria ?
- Souhaitez-vous accéder à l'indépendance en rejoignant la République du Cameroun indépendant ?

En février 1961, Le Cameroun septentrional vote en faveur de l'adhésion au Nigeria, tandis que le Cameroun méridional a voté en faveur de l'adhésion au Cameroun.

### Conférence de Foumban
La Conférence constitutionnelle de Foumban se tient afin d'élaborer une constitution pour la république fédérale du Cameroun. La conférence réunit des représentants de la république du Cameroun, dont le président Ahmadou Ahidjo, et des représentants du Cameroun méridional. Deux semaines avant la conférence de Foumban, des rapports font état de plus de cent personnes tuées par des terroristes à Loum, Bafang, Ndom et Douala. Ces rapports inquiètent les partisans de l'unification qui voulaient que le Cameroun méridional s'unifie avec la république du Cameroun. Le lieu de Foumban avait été soigneusement choisi pour donner l'impression à Ahmadou Ahidjo qu'il contrôlait la situation. M. Mbile, un représentant du Cameroun méridional à la conférence, note : « Libérées de tous les troubles qui avaient effrayé les Camerounais méridionaux, les autorités francophones avaient délibérément choisi l'endroit pour l'occasion. Toute la ville avait été nettoyée avec soin et les maisons avaient été badigeonnées à la chaux. La nourriture était bonne et les réceptions somptueuses. Le climat de Foumban, réel ou artificiel, a largement contribué à nous convaincre qu'en dépit des histoires de 'meurtre et de feu', il pouvait y avoir au moins cet îlot de paix à l'est du Mungo ».
Avant la conférence de Foumban, tous les partis du Cameroun méridional, les Native Authority Councils et les chefs traditionnels participent à la conférence de Bamenda pour décider d'une proposition commune à présenter lors des négociations avec la république du Cameroun. La Conférence de Bamenda convient d'une fédération non centralisée afin de garantir une distinction entre les pouvoirs des États et ceux de la fédération. Cependant, la plupart de ces propositions sont ignorées par Ahmadou Ahidjo. Certaines de ces propositions comprenaient une législature bicamérale et la décentralisation du pouvoir, mais au lieu de cela, un système monocaméral est mis en place avec un système de pouvoir centralisé.
Lors de la conférence de Foumban, le président Ahmadou Ahidjo présente aux délégués un projet de constitution. À la fin de la conférence, au lieu de créer une constitution entièrement nouvelle, les contributions des délégués du Cameroun méridional sont reflétées dans les suggestions faites au projet qui leur avait été présenté à l'origine. John Ngu Foncha et Ahmadou Ahidjo voulaient que la conférence soit brève ; cependant, les délégués quittent la conférence de trois jours avec l'impression qu'il y aurait des conférences successives pour poursuivre la rédaction de la constitution,. La Constitution de la nouvelle République fédérale est adoptée à Yaoundé en août 1961 par Ahmadou Ahidjo et John Ngu Foncha, sous réserve de l'approbation de la Chambre d'assemblée des deux États. L'Assemblée du Cameroun occidental ne ratifie finalement pas la Constitution. Néanmoins, le 1er octobre 1961, la République fédérale du Cameroun voit le jour.

### Passage d'un État fédéral à un État unitaire et présidence de Paul Biya
Le 6 mai 1972, le président Ahmadou Ahidjo annonce sa décision de convertir la république fédérale en un État unitaire, à condition que l'idée soit soutenue par référendum. Cette suggestion violait les articles du document de Foumban qui stipulaient que : « Toute proposition de révision de la présente constitution qui porte atteinte à l'unité et à l'intégrité de la Fédération est irrecevable » et « les propositions de révision sont adoptées à la majorité simple des membres de l'Assemblée fédérale, à condition que cette majorité comprenne la majorité des représentants ... de chacun des États fédérés », et non par référendum. Malgré ces violations, le référendum est passé, transformant la république fédérale en république unie du Cameroun. En 1984, le successeur d'Ahmadou Ahidjo, Paul Biya, remplace le nom « république unie du Cameroun » par « république du Cameroun », le même nom que portait le Cameroun francophone avant les pourparlers sur la fédération. Avec les changements apportés à la Constitution de 1996, la référence à l'existence d'un territoire appelé Cameroun méridional qui avait une « autonomie fonctionnelle et des frontières internationales reconnues » est essentiellement effacée. Ces actions suggèrent que les intentions des francophones n'étaient peut-être pas de former un État fédéral, mais plutôt d'annexer le Cameroun méridional et de ne pas traiter ses populations sur un pied d'égalité.

## Problème anglophone
Malgré la non-reconnaissance ou le déni du problème anglophone par les chefs de gouvernement francophones, il existe un mécontentement des anglophones, jeunes et vieux, quant à la façon dont ils sont traités. Ce mécontentement se manifeste par des appels à un retour au fédéralisme et par des mouvements séparatistes actifs. Au cœur des griefs des anglophones se trouve la perte de l'ancien Cameroun occidental en tant que « communauté distincte définie par des différences de langue officielle et des traditions coloniales héritées en matière d'éducation, de droit et d'administration publique ». Le 22 décembre 2016, dans une lettre adressée au président Paul Biya, des archevêques anglophones définissent le problème anglophone comme suit :
- L'incapacité des gouvernements successifs du Cameroun, depuis 1961, à respecter et à mettre en œuvre les articles de la Constitution qui soutiennent et sauvegardent ce que le Cameroun méridional a apporté à l'union en 1961.
- Le mépris flagrant de la Constitution, démontré par la dissolution des partis politiques et la formation d'un seul parti politique en 1966, le limogeage d'Augustine Ngom Jua et la nomination de Salomon Tandeng Muna en 1968 en tant que Premier ministre du Cameroun occidental, et d'autres actes jugés inconstitutionnels et antidémocratiques par les populations du Cameroun occidental.
- La gestion cavalière du référendum de 1972 qui a supprimé l'élément fondateur (le fédéralisme) de la Constitution de 1961.
- La loi de 1984 modifiant la Constitution, qui a donné au pays le nom original du Cameroun oriental (la République du Cameroun) et a ainsi effacé l'identité des populations du Cameroun occidental de l'union originelle. Le Cameroun occidental, qui était entré dans l'union en tant que partenaire égal, a effectivement cessé d'exister.
- L'érosion délibérée et systématique de l'identité culturelle du Cameroun occidental que la Constitution de 1961 cherchait à préserver et à protéger en prévoyant une fédération biculturelle.

### Sécessionnisme
Les mouvements qui prônent la sécession du Cameroun anglophone sont menés par le Cameroon Action Group (CAG), la Ligue des jeunes du Cameroun méridional (LJCM), le Conseil national du Cameroun méridional (CNCM), la Southern Cameroon Peoples Organization et l'Ambazonia Movement.

### Fédéralisme
Les partisans du fédéralisme souhaitent un retour à la constitution adoptée lors de la conférence de Foumban en 1961, qui reconnaît l'histoire et la culture des deux régions tout en leur donnant des pouvoirs égaux.

### Unitarisme
Les partisans de l'unitarisme ne veulent pas d'un retour au fédéralisme ou d'une sécession; mais plaident pour un gouvernement unitaire plus décentralisé, estimant que le gouvernement est fortement centralisé. Ils affirment que cette centralisation viole les principes de la constitution de 1996, car la décentralisation n'a pas encore été mise en œuvre.

## Lutte pour la représentation politique
En mars 1990, le Front social démocrate (SDF), dirigé par John Fru Ndi, est fondé sur la perception d'une aliénation anglophone généralisée. Le SDF est le premier grand parti d'opposition au parti au pouvoir, le Rassemblement démocratique du peuple camerounais (RDPC).

## Symptômes du mécontentement anglophone
Les anglophones se sentent systématiquement marginalisés par le gouvernement pour de nombreuses raisons. Les examens nationaux d'entrée dans certaines écoles professionnelles sont organisés par le système éducatif d'inspiration française ou sont organisés uniquement en français, même dans les régions anglophones. Il est donc difficile pour les anglophones et les francophones de concourir sur un pied d'égalité. Les membres des jurys d'examen sont tous francophones, ce qui crée un certain déséquilibre à l'égard des candidats anglophones. Cinq ministères s'occupent de l'éducation et aucun n'est anglophone ; sur les 36 ministres qui ont défendu les budgets des ministères en 2016, un seul était anglophone.